# Верю не верю
Верю-не-верю — карточная игра, основной чертой которой является умение блефовать или разгадать обман соперников.

## Правила игры
Раздаются сразу все карты (по возможности поровну). В следующий раз будет раздавать проигравший. Раздавший делает первый заход. Цель игры — избавиться от своих карт. Играть может любое число игроков и количество карт может быть любым. Всё зависит от количества времени, которое хочется потратить на один кон, количества карт, которые придётся держать в руке, как часто будет завершаться один круг.
Заходящий игрок кладёт на стол любое количество (в некоторых вариантах ограниченное сверху) карт в закрытом виде (рубашкой вверх) и называет какое-нибудь достоинство карт. Например, «десятки». Этим он утверждает, что все карты, которые он только что положил, являются десятками (по договорённости, если он заходит только с одной карты, она не может быть проверена следующим игроком). Следующий за ним (по часовой стрелке) игрок имеет три возможности:
- Добавить на стол некоторое количество (обычно 1—3, но можно и больше, но не более теоретически возможного правдивого числа карт (например, 4 — так как всего может быть только 4 короля, дамы или любого другого номинала, либо 6, если игра проходит с участием 2 джокеров)) карт (не обязательно столько же, сколько положил предыдущий игрок), объявив их тоже десятками.
- Сказать «верю» (в некоторых модификациях этот выбор отсутствует).
- Сказать «не верю» (кроме случая, когда это первый заход с одной карты).

Если игрок добавил карты, то ход переходит к следующему игроку, и следующий имеет вышеназванные три возможности. Иначе вскрываются для проверки карты, только что положенные предыдущим игроком (в одном варианте все, в другом выбирается наугад одна из них). Карты, положенные предыдущими игроками, не проверяются. Если игрок
- сказал «верю» и угадал (то есть проверяемая/ые карты действительно утверждаемого достоинства), то все карты, лежащие к этому моменту на столе, уходят в отбой;
- сказал «верю» и не угадал, то все карты, лежащие к этому моменту на столе, он забирает себе (наказание за доверчивость);
- сказал «не верю» и при проверке выявилась ложь, то все карты, лежащие к этому моменту на столе, забирает предыдущий игрок — тот, чьи карты проверялись (наказание за обман);
- сказал «не верю», но проверка не показала обмана, то все карты, лежащие к этому моменту на столе, он забирает себе (наказание за подозрительность).

Если карты ушли в отбой, или в результате проверки карты забрал предыдущий игрок, то ходящий игрок делает новый заход (кладёт несколько карт и декларирует любое достоинство карт).
Если же карты забрал себе этот игрок, то новый заход делает следующий после него игрок.
Если игрок в свой ход кладёт на стол свои последние карты, то он обязан объявить всем остальным «карт нет», после чего выходит из игры, только если его карты перестанут участвовать в проверке (то есть будут покрыты другими, или проверены и не возвращены обратно).
Проигрывает тот, кто остаётся, после того, как все вышли.

### Дополнительные правила
Эти правила существуют в некоторых разновидностях игры, их можно вводить по договорённости.
- Кроме указанных трёх выборов, есть возможность сказать «пас». При этом игрок не добавляет карт, а ход переходит к следующему. Если все игроки сказали пас, все карты на столе не вскрываясь уходят в бито.
- В некоторых модификациях тузы нельзя выставлять как самих себя, то есть в виде тузов.
- Выброс последних карт может быть осложнён. А именно: если после того, как этот игрок положил карты, каждый из оставшихся игроков тоже положит несколько карт (то есть не будет произноситься слов «Верю» или «Не верю») и очередь опять доходит до этого игрока, то он должен ещё последний раз сказать «верю» или «не верю». Если он не угадывает, то он забирает себе все карты, лежащие к этому моменту на столе и продолжает играть как обычно, а если угадывает, то, согласно обычной процедуре, карты либо уходят в отбой, либо их забирает предыдущий игрок, а этот игрок выходит из игры.
- Существует вариант правил, в соответствии с которым игрок, имеющий на руках четыре карты одного достоинства, должен вне зависимости от очерёдности хода сбросить их в отбой.
- В любую колоду 36/52 карты добавляются два джокера. Их нельзя выставлять за самих себя, то есть в виде «джокеров», но можно выставлять в виде любой карты. То есть если на столе вскрывается джокер, то это означает автоматически (в любом случае), что игрок положил «правду». Это правило даёт возможность кидать на стол по 6 карт за ход одного достоинства, что с учётом джокеров может оказаться «правдой».
- Игрок не может ходить с королей, также как и при полном наборе скидывать их в бито.